# رم دير
rmdir (أو rd) هو أمر يقوم بحذف مجلد فارغ على أنظمة يونكس أو دوس أو OS/2 أو مايكروسوفت ويندوز. تحت نظام يونكس ، لا يمكن جعل أحرف الأمر كبيرة Capital مثل Rd ، RD على حين أن هذا لا يُطَبق على دوس وOS/2 وويندوز. استعمال الأمر يتم بصورة مباشرة:
```
rmdir name_of_directory
```

حيث name_of_directory هو اسم المجلد المراد حذفه. هناك خيارات لهذا الأمر مثل p- على نظام يونكس والذي يحذف المجلدات الرئيسية Parent Directories في حالة كونهم فارغين أيضاً.
كمثال ، الأمر:
```
rmdir -p foo/bar/baz
```

سوف يقوم بحذف المجلد baz أولاً ثم المجلد bar وأخيراً المجلد foo.